# Jacques Balmat

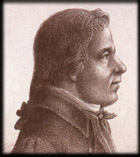
Jacques Balmat

Jacques Balmat (* 1762 in Chamonix; † 1834 in Sixt-Fer-à-Cheval) war ein savoyardischer Gamsjäger, Kristallsucher, Bergsteiger und schließlich Bergführer.
Balmat bestieg zusammen mit dem Arzt Michel-Gabriel Paccard am 8. August 1786 als Erster den Mont Blanc. Diese Besteigung des höchsten Gipfels der Alpen und somit Europas außerhalb des Kaukasus (an der Grenze zu Asien) erfolgte auf Anregung des Genfer Forschers Horace-Bénédict de Saussure, dem Balmat schließlich den Weg auf den Berg wies und zweimal hinaufführte. Auch weitere Personen nahmen darauf seine Bergführerdienste in Anspruch, was einen entscheidenden Schritt im Beginn des Alpinismus darstellte.

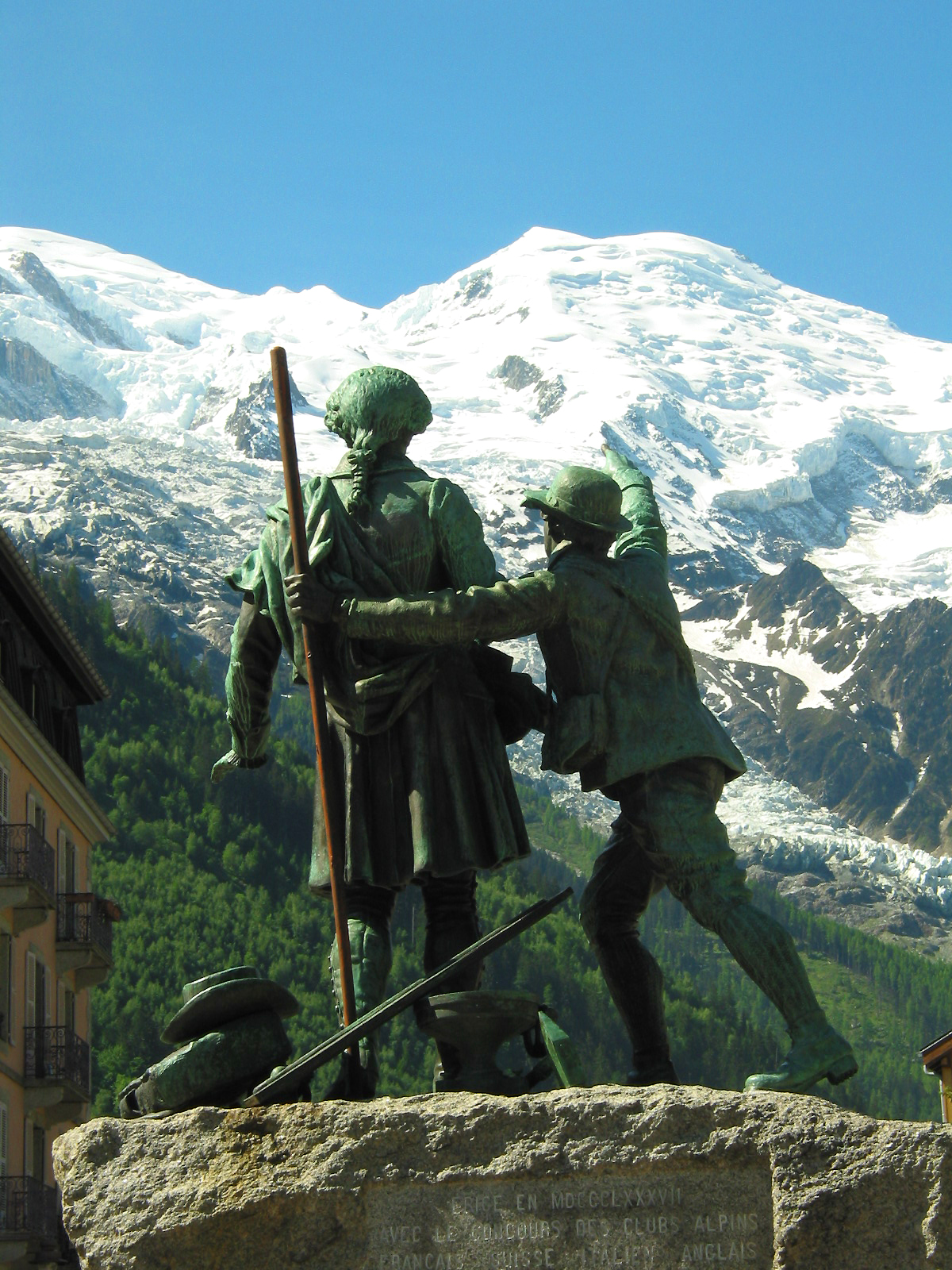
Balmat weist Saussure den Weg auf den Mont Blanc – Standbild in Chamonix